# Culex squamosus
Culex squamosus är en tvåvingeart som först beskrevs av Taylor 1914.  Culex squamosus ingår i släktet Culex och familjen stickmyggor. Inga underarter finns listade i Catalogue of Life.